# Pedro Gil

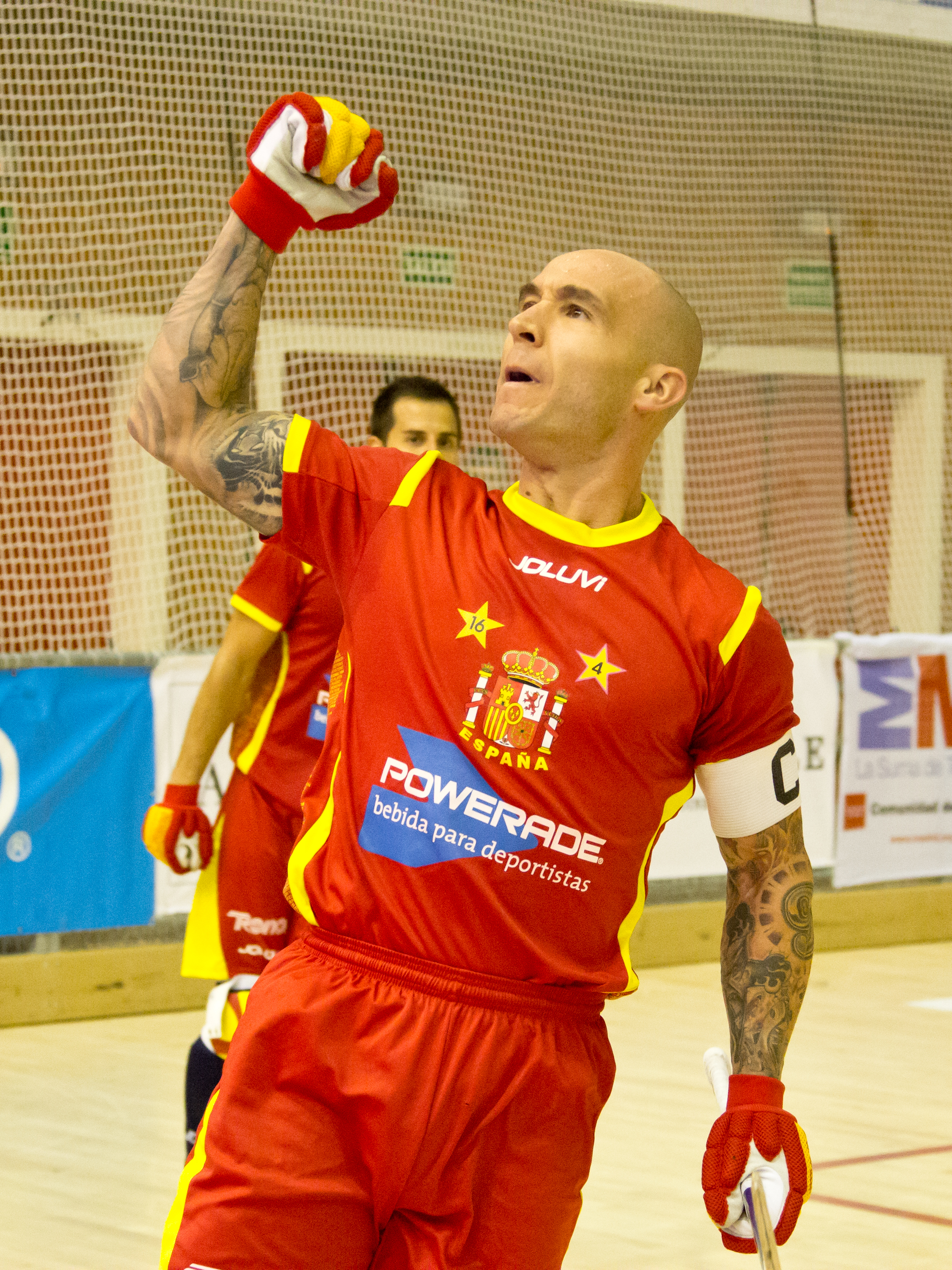
Pedro Gil 2014 mit Spaniens Rollhockeynationalmannschaft

Pedro Gil Gómez (* 13. Dezember 1980 in Esplugues de Llobregat) ist ein ehemaliger katalanischer Rollhockeyspieler und Mannschaftskapitän der spanischen Welt- und Europameister-Mannschaft.
Der seit dem Jahr 2000 für Spaniens Nationalmannschaft antretende 1,72 m große Stürmer Pedro Gil begann seine Karriere in seiner Heimatstadt beim Club Esportiu Noia. Eine Saison trat er auch für den Club Patín Tenerife an. Einige Zeit war er in Portugal aktiv, zunächst bei Infante de Sagres und sodann fünf Spielzeiten bei der Rollhockeyabteilung des FC Porto, einer der weltbesten Vereinsmannschaften dieser Sportart. 2007 kehrte er nach Katalonien zurück und war nach zwei Jahren in Reus bei Reus Deportiu von 2009 bis 2012 wieder beim FC Porto tätig, danach bei Hockey Valdagno sowie HC Forte dei Marmi in Italien.
Einer der jüngsten Titel in seiner erklecklichen Titelsammlung war für einen der weltbesten Adelanteros neben Alberto Borregán vom FC Barcelona der Gewinn der Rollhockey-Europameisterschaft 2010 in Wuppertal.